# Samson (pivo)
Samson je značka českého piva vyráběného v českobudějovickém pivovaru Samson, s.r.o., který se roku 2011 oddělil od Budějovického měšťanského pivovaru. Společníkem v této společnosti s ručením omezeným je AB InBev America Holdings Limited. Pivovar byl založen v roce 1795.

## Druhy piva značky Samson
- Samson 10° – výčepní světlé, obsah alkoholu 4,1 %
- Samson 11°– světlý ležák, obsah alkoholu 4,7 %
- Samson 12° – světlý ležák, obsah alkoholu 5,1 %
- Samson Nachmelený ležák – světlý ležák, 4,9 %
- Samson tmavý ležák – tmavý ležák, obsah alkoholu 4,5 %
- Samson Ležák 1795 – obsah alkoholu 4,7%
- Samson Bock – obsah alkoholu 6,1%
- Samson Pito – nealkoholické pivo, obsah alkoholu 0,5%
- Samson Pito za studena chmelené – nealkoholické pivo, obsah alkoholu 0,5 %

Zdroj: Webové stránky pivovaru Samson